# Euchaetomera richardi
Euchaetomera richardi is een aasgarnalensoort uit de familie van de Mysidae. De wetenschappelijke naam van de soort is voor het eerst geldig gepubliceerd in 1945 door Nouvel.